# Stanisław Ustyanowski
Stanisław Ustyanowski (ur. 27 listopada 1857, zm. 27 lipca 1942 w Zakopanem) – polski doktor praw,  kierownik resortu spraw wewnętrznych.

## Życiorys
Ukończył studia z tytułem doktora praw. W okresie zaboru austriackiego w ramach autonomii galicyjskiej wstąpił do służby samorządowej. Był c. k. radcą dworu Namiestnictwa. Przez wiele lat pracował we Lwowie.
Od 23 maja 1918 był podsekretarzem stanu w ministerstwie spraw wewnętrznych, a w okresie od 5 listopada 1918 do 17 listopada 1918 był kierownikiem tegoż resortu w prowizorium rządowym Władysława Wróblewskiego. Stanowisko podsekretarza utrzymał w rządzie Jędrzeja Moraczewskiego, ale wkrótce został urlopowany. Następnie 15 lutego 1919 został zwolniony i przeszedł na emeryturę. Powrócił do Lwowa, a po pewnym czasie przeniósł się do Zakopanego. Został pochowany na Nowym Cmentarzu w Zakopanem (kw. M2-A-22).

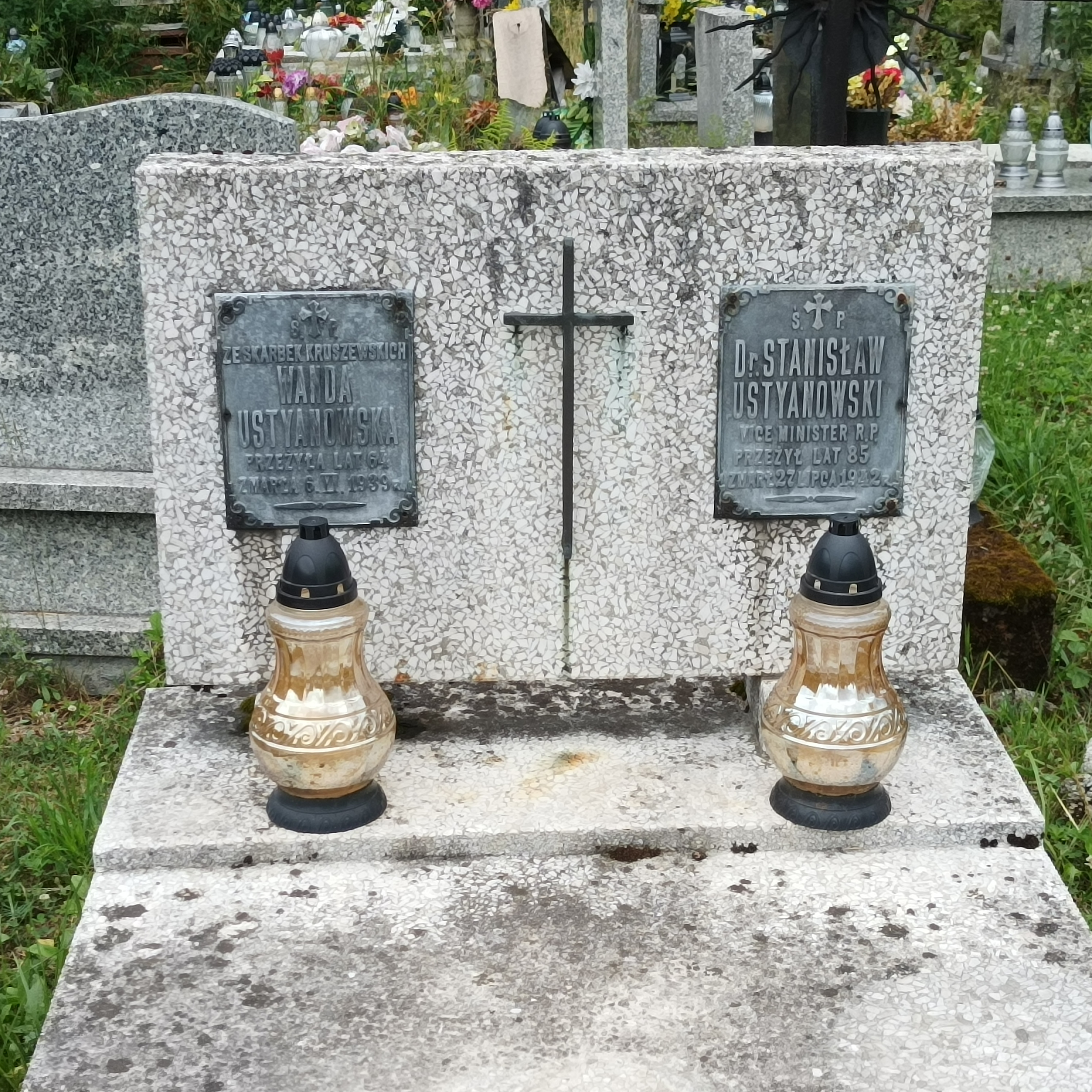
Grób Stanisława Ustyanowskiego na Nowym Cmentarzu w Zakopanem

## Odznaczenia
- Order Korony Żelaznej III klasy (przed 1911)[1].
- Odznaka oficerska Czerwonego Krzyża z dekoracją wojenną (1917)[3].